# بنگسفوش
بنگسفوش (به سوئدی: Bengtsfors) یک منطقهٔ مسکونی در سوئد است که در بخش بنگسفوش واقع شده‌است. بنگسفوش ۳٫۲۷ کیلومتر مربع مساحت و ۳٬۰۸۰ نفر جمعیت دارد.